# Згорње Коњишче
Згорње Коњишче (словен. Zgornje Konjišče) је насељено место у општини Апаче, Помурска регија, Словенија.

## Историја
До територијалне реорганизације у Словенији било је у саставу старе општине Горња Радгона.

## Становништво
У попису становништва из 2011. године, Згорње Коњишче је имало 95 становника.
| Број становника према пописима | Број становника према пописима | Број становника према пописима |
| ------------------------------ | ------------------------------ | ------------------------------ |
| 1991                           | 2002                           | 2011                           |
| 91                             | 95                             | 95                             |

Напомена: Године 1952. увећан за део насеља Коњишче које је укинуто.